# 폴 디넬로

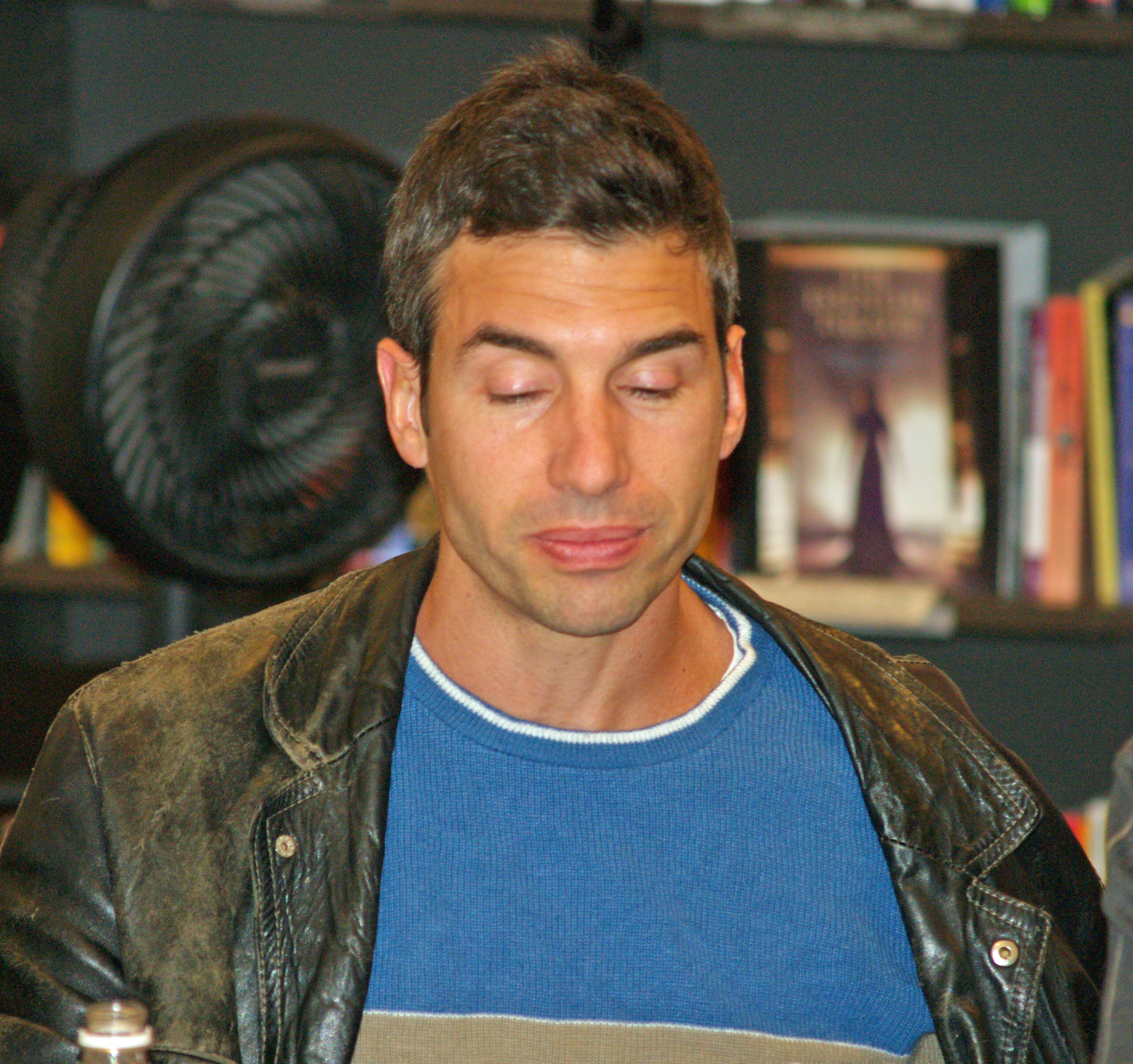

폴 디넬로(Paul Dinello, 1962년 11월 28일 ~ )는 미국의 각본가, 영화 감독, 소설가, 배우, 텔레비전 배우이다.
시카고에서 태어났다.

## 영화
- 더 랠리 투 리스토어 새너티 앤드/오어 피어 (2010년)
- 비카인드 리와인드 (2007년)
- 콜버트 리포트 (2005년)
- 스트레인저스 위드 캔디 (2005년)
- 스트레인저스 위드 캔디 (1999년) - 제프리 젤리넥 역
- 펄프 픽션 또 다른 이야기 (1997년)